# Francis Bacon
Francis Bacon, primer barón de Verulamium, primer vizconde de Saint Albans y canciller de Inglaterra (Strand, Londres, 22 de enero de 1561-Highgate, Middlesex, 9 de abril de 1626) fue un filósofo, político, abogado y escritor inglés, padre del empirismo filosófico y científico.
En su Novum organum (1620) precisó las reglas del método científico experimental, y desarrolló en su De dignitate et augmentis scientiarum (Sobre la dignidad y progresos de las ciencias) (1620) una teoría empírica del conocimiento, lo que hizo de él uno de los pioneros del pensamiento científico moderno. Asimismo, introdujo el género del ensayo en Inglaterra.

## Biografía

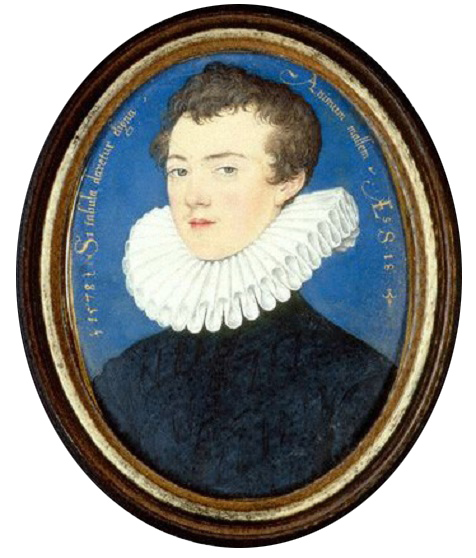
Francis Bacon con dieciocho años.

Era el hijo menor de sir Nicholas Bacon, nombrado guardián del Gran Sello por la reina Isabel I. Su madre, Anne Cooke Bacon, segunda esposa de sir Nicholas, era sobrina de sir Anthony Cooke, hablaba cinco idiomas y era considerada una de las mujeres más ilustradas de su época. Fue educado por su madre en los principios del puritanismo calvinista.
Aunque no se haya establecido con seguridad, lo más probable es que Bacon fuera educado por preceptores en su casa durante sus primeros años, y su salud durante este periodo, al igual que después, fue bastante frágil. En 1573, a la edad de trece años, ingresó en el Trinity College de Cambridge, institución en la que cursó estudios hasta 1576 en compañía de su hermano mayor, Anthony. A la edad de 16 años tenía el reconocimiento de algunas figuras públicas, como el dramaturgo y poeta Ben Jonson (1572-1637) quien le escribió una oda en su cumpleaños:
¡Ave, feliz genio de este antiguo séquito! / ¡Cómo surge toda cosa de tu sonrisa! / ¡El fuego, el vino, los hombres! Y, en medio, / te eriges como si albergaras algún misterio
En Cambridge su investigación en diversas ciencias lo llevó a la conclusión de que los métodos empleados y los resultados obtenidos no se correspondían y eran erróneos. Su reverencia por Aristóteles, de quien a pesar de todo no parecía tener excesivos conocimientos, contrastaba con su desapego de la filosofía aristotélica. A su juicio, la filosofía precisaba de un verdadero cometido y nuevos métodos para alcanzarlos. Con este primer germen de la idea que lo consagraría, Bacon abandonó la universidad[cita requerida]. El 27 de junio de 1576 él y un hermano ingresaron en De societate magistrorum del Gray's Inn y unos meses más tarde fueron destinados a Francia como agregados del embajador sir Amias Paulet. La situación política y social en Francia durante el reinado de Enrique III le proporcionó al joven Francis una valiosísima experiencia política, al verse envuelto en algunas gestiones diplomáticas complejas y delicadas[cita requerida]. Aunque vivió en Poitiers, visitó también París y las principales ciudades francesas y recogió informes sobre los recursos y la situación política de diferentes países europeos, informes que se han venido publicando entre sus obras bajo el título de Notes on the State of Christendom (Notas sobre el estado de la Cristiandad), pese a que, como apuntó el historiador James Spedding, parece ser trabajo más bien de un ayudante de su hermano Anthony[cita requerida]. 

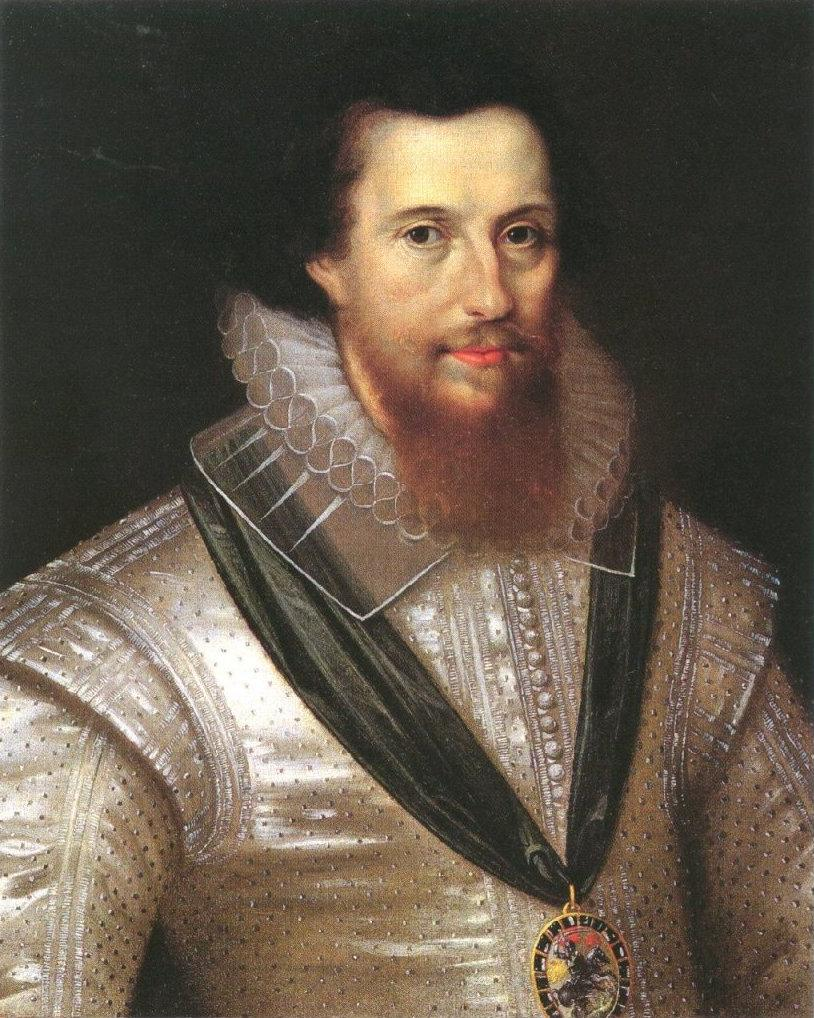
Robert Devereux, Conde de Essex II

La súbita muerte de su padre en 1579, lo obligó a regresar a Londres, y a terminar sus estudios en abogacía, debido al exiguo patrimonio que heredó de este. A la edad de 22 años, en 1583, redacta el escrito Temporis partus masculus sive instauratio magna imperii humani in universum (El parto masculino del tiempo o la gran instauración del imperio del hombre en el universo). Un año después, es elegido miembro de la Cámara de los Comunes, dando comienzo así a su carrera política. Armado de conocimiento y experiencia, en 1591 Bacon frecuentó el círculo del conde de Essex, favorito de la reina Isabel I, para progresar en su carrera política. En 1592, escribe el Discurso en elogio del conocimiento, pero en 1594 el cargo al que aspiraba es cubierto por Edward Coke, pese al apoyo que le brindó el conde de Essex. Inspirado en el pensamiento de Montaigne, en 1597 publica los Ensayos sobre moral y política, donde muestra su enfoque pragmático de diversos temas.
El año siguiente fue un periodo muy duro para el pensador. En 1598, la expedición del conde de Essex a Irlanda fracasa, lo que hace que Bacon se distancie de su protector. Además, ese mismo año lo arrestaron por impago de numerosas deudas. Intenta rehabilitarse del desastre de Irlanda en 1601, cuando redacta un memorial donde expone las traiciones que fueron cometidas por su antiguo protector, quien luego acabaría ejecutado por orden real.

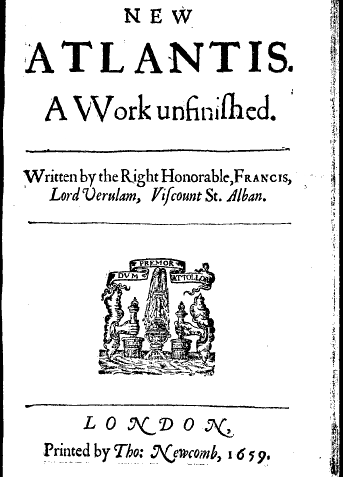
La Nueva Atlántida (versión de 1659)

La suerte sonrió a Bacon cuando en 1603 Jacobo I, el amante de la erudición, sucedió a Isabel I. Inmediatamente ofreció sus servicios al nuevo monarca, que posteriormente lo armará caballero, junto con otros trescientos notables del reino. Para atar los cabos sueltos, probablemente, en 1604, publicó una apología en la que se defiende de las acusaciones de traición vertidas por su actuación en el proceso del conde de Essex. Un año después, dedicó a Jacobo I la publicación del Tratado sobre la dignidad y los progresos de las ciencias.
Casado desde el año anterior con Alice Barnham, en 1607, publicó Pensamientos y opiniones sobre la interpretación de la naturaleza, y es nombrado letrado real. En 1609 publicó De sapientia veterum (De la sabiduría de los antiguos), una interpretación de los mitos de la Antigüedad que fue recibida con gran éxito por el público. Al año siguiente (1610) escribió La Nueva Atlántida, una de sus obras más conocidas, que describe una sociedad utópica fundada en la ciencia y en la técnica puestas al servicio del progreso de la humanidad. Venciendo la oposición de sus enemigos en la corte, en 1613 Bacon consigue al fin el tan ansiado cargo de fiscal general del reino. Es más, en 1616 fue nombrado miembro del Consejo Privado y en 1617 le dan el cargo de ministro de justicia.[cita requerida] A los 57 años (1618), tras haber sido nombrado lord Guardián del Gran Sello, Bacon accede al alto cargo de Gran Canciller y es creado barón de Verulam. Como hombre de leyes fue el juez que condenó a muerte a Walter Raleigh (1618)[cita requerida].

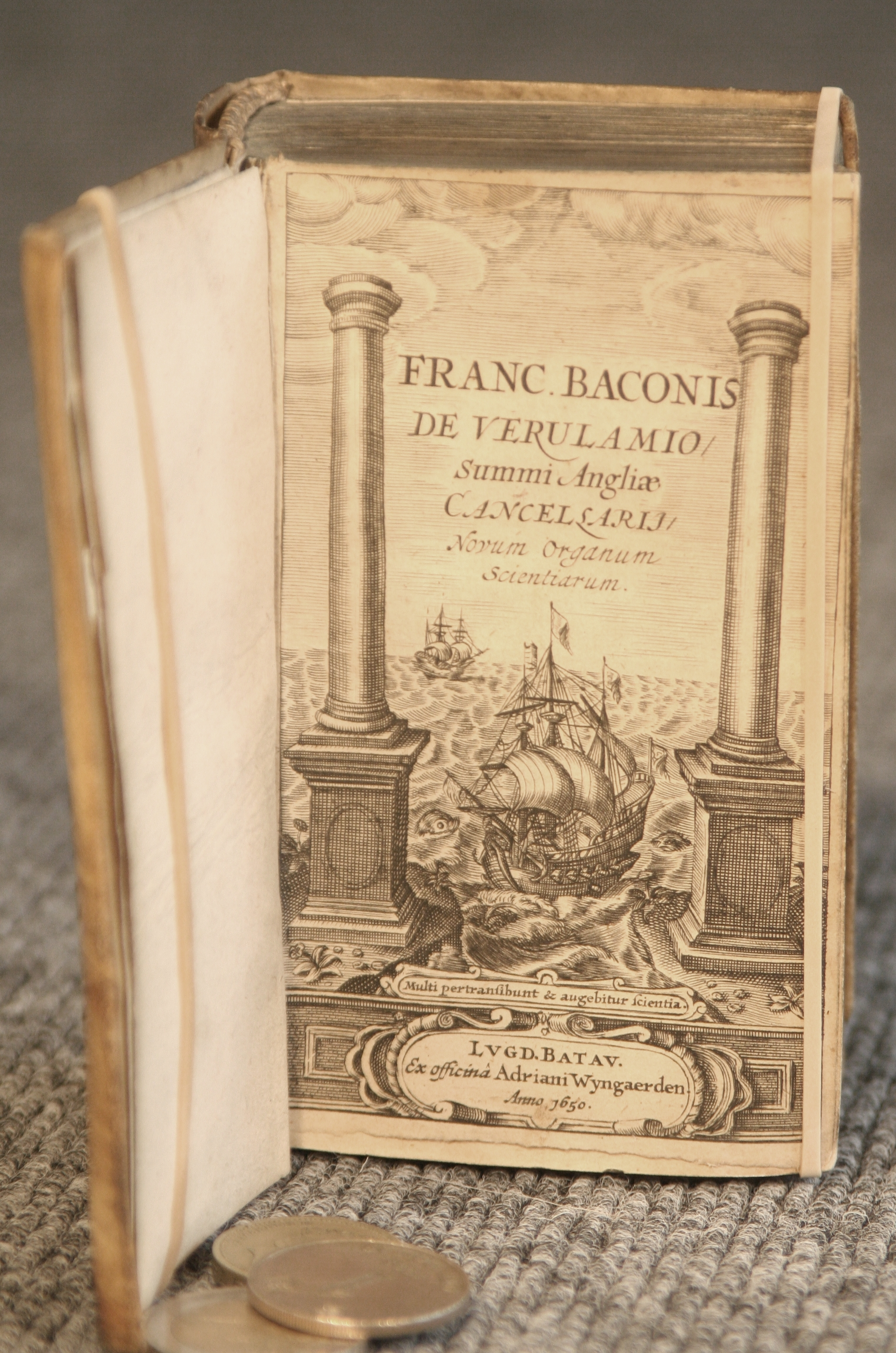
Novum Organum, edición de 1650

En 1620 aparece publicada su obra fundamental, titulada Instauratio magna (La gran restauración) que, después de un prefacio y una exposición general de la obra, contiene su aclamado Novum organum. Poco después de ser nombrado vizconde de Saint Albans, en 1621, es acusado de venalidad por el Parlamento. Esto hace que pierda sus cargos y sea encarcelado por segunda vez, aunque al cabo de unos días fue indultado por el rey. Sin embargo, fue un golpe tan duro que tuvo que abandonar definitivamente el desempeño de su carrera política.
No obstante, parece que su interés por el pensamiento científico persistió, ya que en 1622, publicó una Historia natural y experimental como parte integrante de la Instauratio magna y, asimismo, una Historia de Enrique VII. En 1623 amplía su antiguo Tratado sobre el valor y el progreso de las ciencias, que aparece ahora con el título De la dignidad y del progreso de las ciencias. Lo último que publica data de 1625: una nueva edición de los Ensayos de 1597, que habían sido reeditados en 1612; allí expone una clasificación de las ciencias fundada en la distinción de las facultades de la memoria, de la fantasía y de la razón.
El 9 de abril de 1626 fallece en Londres a causa de una neumonía que contrajo cuando, intentando comprobar si el frío conservaba los alimentos, enterró un pollo en la nieve. Al año siguiente se publicó póstuma una miscelánea de apuntes sobre filosofía natural bajo el título de Sylva sylvarum, a la que se le añadió la Nueva Atlántida.

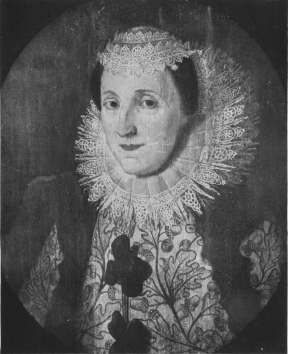
Alice Barnham, esposa de Francis Bacon

## Obras

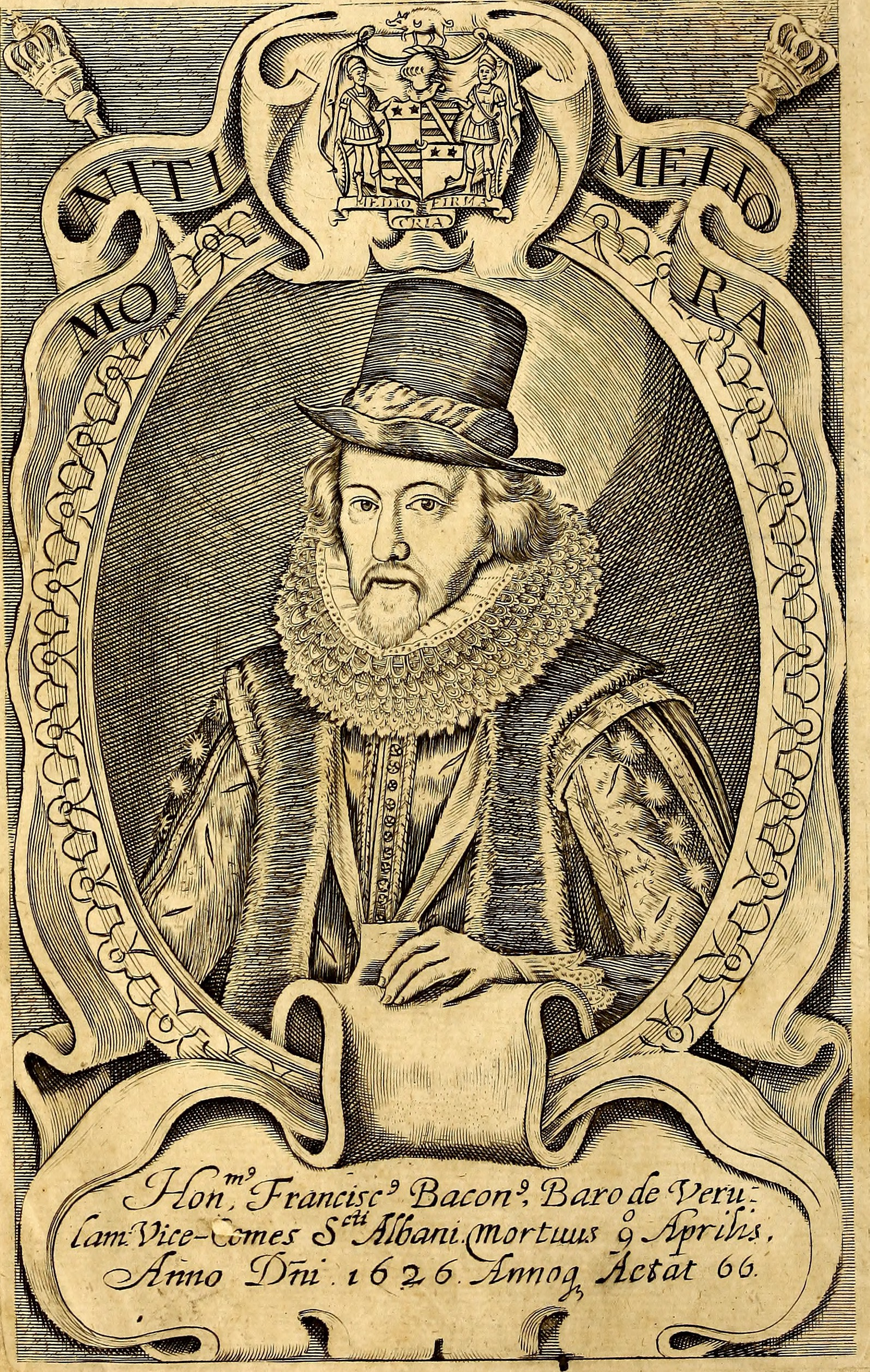
Frontispicio de Sylva sylvarum, obra póstuma de Francis Bacon.

Se propuso ante todo reorganizar el método de estudio científico. Percibió que el razonamiento deductivo destacaba entonces a expensas del razonamiento inductivo y creyó que, eliminando toda noción preconcebida del mundo, se podía y debía estudiar al hombre y su entorno mediante observaciones detalladas y controladas, realizando generalizaciones cautelosas. Para ello, el estudio que el hombre de ciencia hace de los particulares debe realizarse mediante observaciones que deben validarse. Los científicos deben ser ante todo escépticos y no aceptar explicaciones que no se puedan probar por la observación y la experiencia sensible (empirismo).
Los escritos de Bacon se engloban en tres categorías: filosófica, literaria y política. Sus obras filosóficas más prominentes son El avance del saber (1605), y Novum organum o indicaciones relativas a la interpretación de la naturaleza (1620).
La filosofía de Bacon influyó en las ideas, que la modernidad haría cada vez más generales, de que la gente es a la vez sierva e intérprete de la naturaleza, pero la verdad no nace directamente de la autoridad, y el conocimiento deriva ante todo de la experiencia. Se le reconoce haber aportado a la Lógica el método experimental inductivo, ya que anteriormente se practicaba la inducción mediante la simple enumeración, es decir, extrayendo conclusiones generales de datos particulares. El método de Bacon consistió en inferir a partir del uso de la analogía, desde las características o propiedades del mayor grupo al que pertenece el dato en concreto, dejando para una posterior experiencia la corrección de los errores evidentes. Este método representó un avance fundamental en el método científico al ser muy significativo en la mejora de las hipótesis científicas.

## Disputas históricas

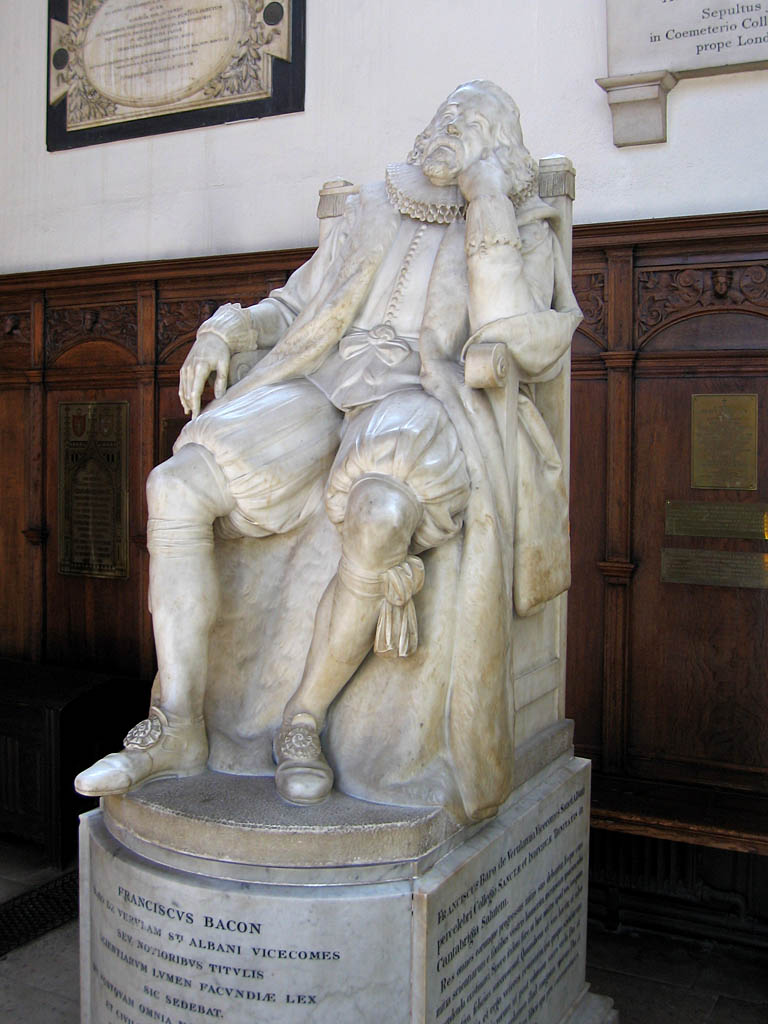
Estatua de Francis Bacon en el Trinity College de Cambridge.

### Bacon y Shakespeare
La teoría baconiana sobre la autoría de las obras de Shakespeare, propuesta por primera vez a mediados del siglo XIX, sostiene que Francis Bacon escribió las obras de teatro que se atribuyen en forma convencional a William Shakespeare, en contra del punto de vista aceptado de que fue William Shakespeare de Stratford quien escribió los poemas y obras que llevan su nombre.
La principal evidencia baconiana se funda en la presentación de un motivo para el ocultamiento, las circunstancias que rodean la primera puesta en escena de La comedia de las equivocaciones, la proximidad de Bacon a la carta de William Strachey a partir de la cual muchos estudiosos creen que se basó La Tempestad, interpretación de alusiones en las obras al conocimiento legal de Bacon, los numerosos supuestos paralelismos con las obras publicadas de Bacon y anotaciones en el Promus (su libro de notas personal), el interés de Bacon en las historias civiles, y alusiones ostensiblemente autobiográficas en las obras de teatro. Como Bacon contaba con conocimiento de primera mano de los métodos de codificación del gobierno, muchos baconianos piensan que él escribió pistas de su autoría en la obra de Shakespeare en forma codificada.
La mayoría de los estudiosos de fuste rechazan todos estos argumentos en favor de Bacon, y argumentan que la poesía atribuida a Bacon es demasiado diferente de la de Shakespeare como para haber sido escrita por una misma persona.

### Teorías sobre ocultismo
A menudo Francis Bacon se encontraba con otros hombres en el Gray's Inn para discutir sobre política y filosofía, y para ensayar actos de piezas de teatro que estaba escribiendo. La supuesta conexión de Bacon con los Rosacruces y la Francmasonería ha sido ampliamente comentada en numerosos libros por distintos autores y estudiosos. Sin embargo, otros, entre los que se encuentra Daphne du Maurier (en su biografía de Bacon), han sostenido que no existe evidencia sustancial que avale la teoría de su relación con los Rosacruces. Frances Yates no indica que Bacon fuera un Rosacruz, pero presenta pruebas de que él se encontraba vinculado con algunos de los movimientos intelectuales más herméticos de su época. Yates sostiene que la iniciativa de Bacon sobre la promoción de la enseñanza se encontraba muy ligada con el movimiento Rosacruz alemán, mientras que en la obra La Nueva Atlántida Bacon presenta una tierra que es gobernada por los Rosacruces. Probablemente él consideraba que su movimiento por la promoción del aprendizaje se encontraba alineado con los ideales de los Rosacruces.
La influencia de Francis Bacon es evidente sobre un conjunto variado de autores religiosos y espirituales, y en grupos que han utilizado sus escritos en sus propios sistemas de creencias.

### Una crítica al aristotelismo
Dentro de la doctrina baconiana se hallan dos grandes e importantes asuntos que se van desarrollando durante su estudio. El primero de ellos es un estudio exhaustivo sobre los problemas del método científico; el segundo hace referencia a la tecnología que se aplica a la vida humana. Bacon emprende una lucha decisiva focalizada en Aristóteles, debido a que este había, según él, imposibilitado el progreso de la ciencia aplicada. Tanto la Antigüedad como la Edad Media no concibieron la posibilidad de mejorar las condiciones de vida humana por medio de los descubrimientos de la ciencia; por ello Bacon orientó su atención a tal problema, proclamando una ruptura concentrada específicamente contra la doctrina de Aristóteles, pues este pensador, según Bacon, es el autor de los más grandes errores que alimentaban a la época renacentista que lo tenía como modelo. Además criticaba su ineficaz método; su inutilidad práctica, debido a que este, así como su filosofía, tenían solo una utilidad discursiva, dispuesta únicamente para debates y discusiones, pero no en provecho de producir obras prácticas que sirvieran a la vida humana.

La lógica en uso es más propia para conservar y perpetuar los errores que se dan en las nociones vulgares que para descubrir la verdad: de modo que es más perjudicial que útil.
Bacon (1984, Libro I, Aforismo 12)

Bacon se refiere a la lógica aristotélica, como aquella que deja sin bases a la investigación científica, porque su silogística gira en torno a un grupo de conocimientos, con el fin de solo reafirmarlos; a esto llama anticipaciones de la naturaleza; a su propuesta metodológica la designa interpretaciones de la naturaleza, estas consistían en ejercer un acercamiento sistemático a la experiencia y, así, gradualmente ascender a premisas generales, para después retornar al estado sensible y hallar el carácter práctico del conocimiento; sin embargo, para llevar a cabo lo anterior, se debe aplicar la verdadera inducción, que va en contra de la inducción por enumeración simple; esta última es rechazada en sus conclusiones, al tropezarse con un caso donde las mismas (conclusiones) no pueden aplicarse. Es por ello que la verdadera inducción es la más viable, en cuanto que, toma los casos negativos y tras un gran número de ellos, concluye los afirmativos.
Al controvertir la filosofía, y especialmente el método del Estagirita, a la vez hace notoria la idea preponderante de su pensamiento de aumentar el dominio sobre la naturaleza para así mejorar la vida del hombre. Bacon hace una analogía entre el nuevo científico y la abeja, pues el primero debe ser como las segundas en cuanto que ellas recolectan de las flores el material para transformarlo después en miel. Su propuesta de una nueva lógica es experimental, para así poder dominar la naturaleza a través del obrar.

## Propuesta de una lógica distinta de la aristotélica. SuNovum organum
El Novum organum (o Indicaciones relativas a la interpretación de la naturaleza, publicada en 1620) concibe la ciencia como una técnica que puede dar al ser humano el dominio sobre la naturaleza. Trata sobre la lógica del procedimiento técnico-científico que se contrapone deliberadamente a la aristotélica (cuyo tratado se titulaba, precisamente, Órganon), ya que, según Bacon, resultaba buena solo para la disputa verbal.
Así pues, la inteligencia humana debe apropiarse de instrumentos eficaces para dominar la naturaleza, algo descuidado por Aristóteles. Este instrumento son los experimentos, que interpretan y dan forma a los datos de la experiencia sensible: el llamado empirismo. El entendimiento humano es demasiado débil y está por todas partes limitado por todo tipo de obstáculos que hay que limpiar para obtener conclusiones claras, por lo cual es necesario librarse de estos prejuicios, que él denomina en latín «idola», «ídolos» o «fantasmas»; Bacon los clasifica de la siguiente manera:
- Ídolos de la tribu (Idola tribus), que son aquellos prejuicios comunes a la sociedad y al género humano.
- Ídolos de la caverna (Idola specus), aquellos que proceden de la educación y de los hábitos adquiridos por cada persona.
- Ídolos del foro, o de la plaza pública (Idola fori), aquellos nacidos del uso del lenguaje ambiguo, erróneo o impreciso.
- Ídolos del teatro (Idola theatri), los que provienen de la falsa filosofía, que no es otra cosa que una fábula puesta en escena.

La teoría de los prejuicios constituye la parte crítica y destructiva del tratado. La parte constructiva estudia el modo en que debe ser organizada la experiencia. Es un discurso sobre el método científico. La viga maestra de este método es la inducción. Para organizar e interpretar los datos de la experiencia (y para hacer experimentos) Bacon propuso su «teoría de las tres tablas» (o tres registros):
- En la primera («Tabla de presencia») se señalarán los casos en los que se da ese fenómeno o naturaleza (ejemplo: los rayos del Sol producen calor).
- En la segunda («Tabla de ausencia») se señalarán los casos en los que no se da ese fenómeno o naturaleza (ejemplo: los rayos de la Luna no producen calor).
- En la tercera («Tabla de grados») se señalarán los casos en los cuales la naturaleza observada aparece en distintos grados de intensidad (casos en que varía).

Se realizarán tablas de estos hechos antes de sacar conclusión empírica alguna.